# Ni Dieux ni Démons
Pour les articles homonymes, voir Gods and Monsters.
Pour plus de détails, voir Fiche technique et Distribution.
Ni Dieux ni Démons ou Des dieux et des monstres au Québec (Gods and Monsters) est un film américano-britannique réalisé par Bill Condon et sorti en 1998. Adapté du roman Le Père de Frankenstein de Christopher Bram, il raconte les derniers jours du réalisateur James Whale en 1957. Le film évoque ses œuvres dont le célèbre Frankenstein, sa participation à la Première Guerre mondiale, son amour de la peinture, sa déchéance physique, à travers les yeux d'un jardinier, Clay Boone, qu'il vient d'embaucher et dont il est tombé amoureux.

## Synopsis
Dans les années 1950, James Whale, réalisateur notamment de L'Homme invisible (1933) et Frankenstein (1931), a pris sa retraite. Il vit avec Hanna, sa femme de ménage de longue date, qui prend soin de lui avec loyauté, bien qu'elle désapprouve son homosexualité. Victime d'une série d'accidents vasculaires cérébraux, le cinéaste est devenu fragile et tourmenté par des souvenirs : son enfance dans la pauvreté, sa participation traumatisante à la Première Guerre mondiale ou encore le tournage de La Fiancée de Frankenstein (1935). James Whale replonge dans son passé et se livre à ses fantasmes, se remémorant des soirées gays au bord de la piscine. Alors qu'il lutte contre la dépression, il envisage parfois le suicide, conscient que sa vie, son charme et sa santé sont en train de décliner.

## Fiche technique
- Titre français : Ni Dieux ni Démons
- Titre original : Gods and Monsters
- Titre canadien : Des dieux et des monstres
- Réalisation : Bill Condon
- Scénario : Bill Condon, d'après le roman Le Père de Frankenstein de Christopher Bram
- Musique : Carter Burwell
- Photographie : Stephen M. Katz
- Montage : Virginia Katz
- Décors : Richard Sherman
- Production : Paul Colichman (en), Gregg Fienberg, Mark R. Harris, Clive Barker, David Forrest, Stephen P. Jarchow et Beau Rogers
- Sociétés de distribution : Lionsgate Films, Ammo Content (France, vidéo)
- Budget : 3,5 millions de dollars
- Pays de production :  Royaume-Uni,  États-Unis
- Langue originale : anglais
- Format : couleur et noir et blanc — 35 mm — 2,39:1 — son Dolby SR
- Genre : drame biographique
- Durée : 105 minutes
- Dates de sortie :
  - États-Unis : 21 janvier 1998 (festival de Sundance)
  - États-Unis : 4 novembre 1998
  - Belgique : 10 mars 1999
  - France : 2 mai 1999
- Classification :
  - États-Unis : R

## Distribution
- Ian McKellen : James Whale
- Brendan Fraser : Clayton Boone
- Lynn Redgrave : Hanna
- Lolita Davidovich : Betty
- David Dukes : David Lewis
- Kevin J. O'Connor : Harry
- Mark Kiely : Dwight
- Jack Plotnick : Edmund Kay
- Rosalind Ayres : Elsa Lanchester
- Jack Betts : Boris Karloff
- Matt McKenzie : Colin Clive
- Todd Babcock : Leonard Barnett
- Martin Ferrero : George Cukor
- Cornelia Hayes O'Herlihy : la princesse Margaret
- Brandon Kleyla : James Whale, jeune
- Pamela Salem : Sarah Whale
- John Gatins : Kid Saylor (non crédité)

## Autour du film
- La scène finale où Clay Boone marche à la façon du monstre de Frankenstein devant chez lui, juste après avoir montré le film à son jeune fils, a été suggérée à Bill Condon par Brendan Fraser.[réf. souhaitée]
- Deux adaptations du roman sur scène ont reçu l'accord de l'auteur : l'une en Angleterre, Gods and Monsters donnée au SouthWark Theatre dans une adaptation de Russell Labey en 2015. L'autre est française sur une adaptation de Julien Baptist et est créée en 2017 à Paris. Cette dernière, intitulée De dieux et de monstres, est plus proche du roman que du film.[réf. souhaitée]

## Distinctions
- Festival du cinéma américain de Deauville 1998 : Prix de la critique
- Festival international du film de Toronto 1998 : Prix du meilleur acteur (Ian McKellen)
- Festival international du film de Saint-Sébastien 1998 : Coquille d'argent du meilleur acteur (Ian McKellen)
- Oscars 1999 : Oscar du meilleur scénario adapté et nominations aux du meilleur acteur (Ian McKellen) et meilleur second rôle féminin (Lynn Redgrave)
- British Independent Film Awards 1999 : Prix du meilleur acteur (Ian McKellen) et nominations aux prix du meilleur film britannique et meilleur réalisateur
- Golden Globe 1999 : meilleur second rôle féminin (Lynn Redgrave) et nominations aux Golden Globes du meilleur film dramatique et meilleur acteur (Ian McKellen)
- Independent Spirit Awards 1999 : meilleur film